# قلعه یوکویاما

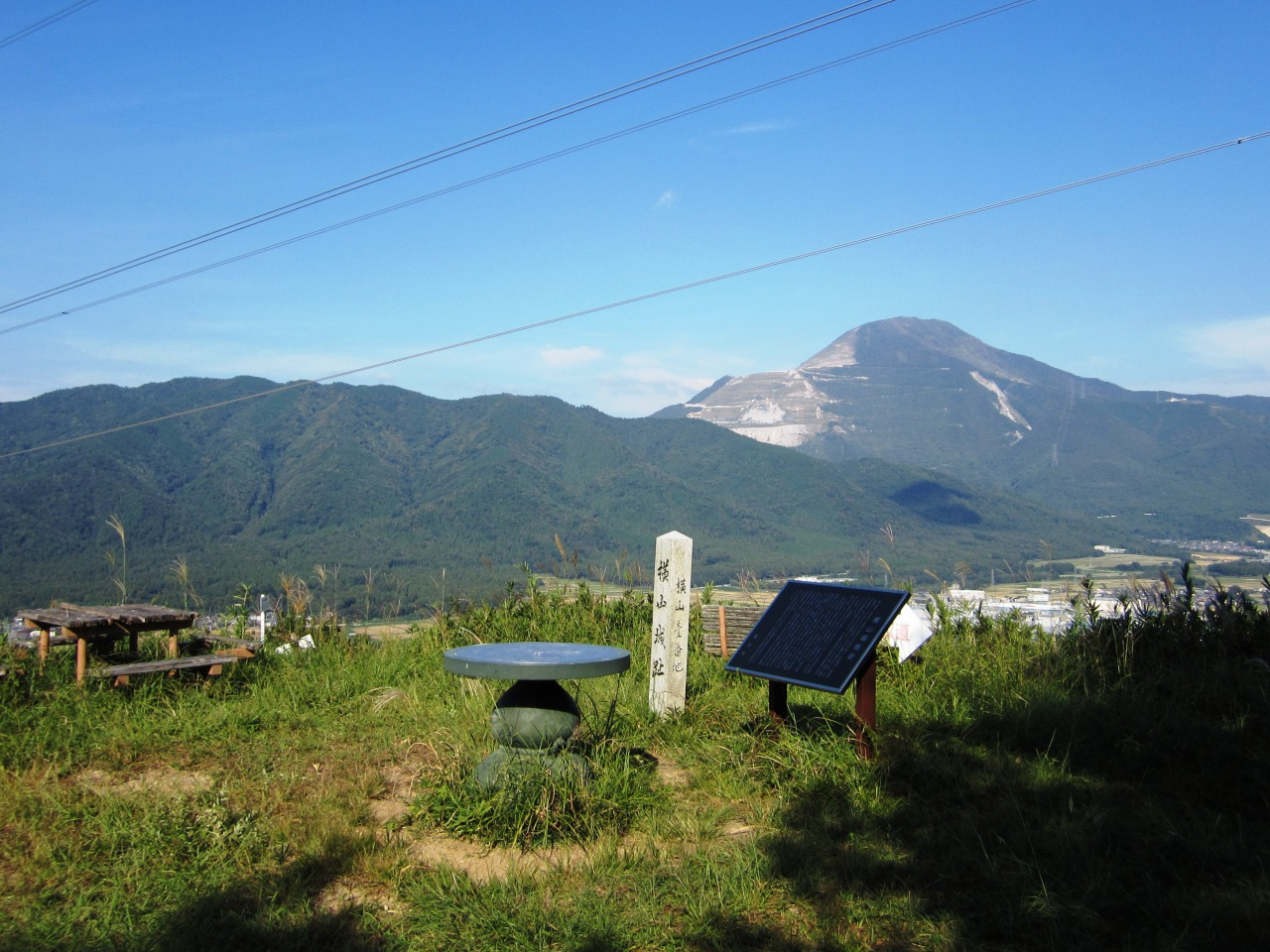
عکس از منطقه محل قلعه

قلعه یوکویاما (به ژاپنی: 横山城) یک قلعه ژاپنی واقع در ولایت اومی، ناگاهاما، شیگا، استان شیگا در ژاپن بود. این قلعه متعلق بود به خاندان آزای، در سال ۱۵۶۱ میلادی آزای ناگاماسا این قلعه را جهت مقابله با خاندان روکاکو ساخته بود و صاحب آن را آزای ایهیرو قرار داده بود.
در سال ۱۵۷۰ که جنگ بین آزای ناگاماسا و اودا نوبوناگا رخ داد، این قلعه اهمیت نظامی پیدا کرد. این قلعه با قلعه اودانی مقر آزای ناگاماسا فقط ۷–۶ کیلومتر فاصله داشت. در روز نبرد آنه‌گاوا در ۳۰ ژوئیه ۱۵۷۰ نوبوناگا پس از شکست خاندان آزای و خاندان آساکورا، این قلعه را نیز تصرف کرد و تویوتومی هیده‌یوشی را مأمور حفظ قلعه قرار داد. هیده‌یوشی این قلعه را پایگاهی برای حمله به خاندان آزای قرار داد.
در سپتامبر سال ۱۵۷۳ پس از نابودی خاندان آزای زمینهای تحت تسلط این خاندان به تملک هیده‌یوشی درآمد. هیده یوشی قلعه ناگاهاما را در کنار دریاچه بیوا ساخت و در این قلعه جدید ساکن شد. احتمالاً پس از آن قلعه یوکویاما دیگر مورد استفاده قرار نگرفت.